# Fon (peuple)
Pour les articles homonymes, voir Fon.
Les Fons ou Dahoméens constituent le plus important groupe ethnolinguistique du Bénin (39,2 % de la population totale) soit aujourd'hui plus de 4,1 millions de personnes (en incluant les populations apparentées). Outre les Fons proprement dits, surtout présents dans le sud du Bénin où ils sont majoritaires, il existe de nombreux sous-groupes établis notamment au Togo – dans la région d'Atakpamé.

## Ethnonymie
Selon les sources, on observe plusieurs variantes : Dahoméens, Dahomey, Dahomeys (terminologie coloniale), Djedji, Fongbe, Fonn, Fons, Fò, Rada.

## Histoire

### XIXesiècle
Zone d'influence de la France en Afrique de l'Ouest depuis le milieu du XIXe siècle, le Dahomey (Bénin actuel) est le siège du royaume Fon qui a pour capitale Abomey. Les relations se dégradent progressivement au cours des décennies suivantes entre la France et le Royaume d'Abomey avec pour toile de fond des luttes de territoires. À partir de 1882, sous le règne du roi Glélé, les conflits sont de plus en plus nombreux.

En 1890, la guerre éclate entre le royaume du Dahomey et la France qui désire depuis longtemps étendre son empire colonial à cette zone. Le port de Cotonou est un enjeu important de cette première guerre qui se déroule du 21 février au 4 octobre 1890. Le royaume Fon y exerce encore ses droits coutumiers, notamment douaniers, tandis que la France le considère sous son contrôle. Le 4 mars 1890 a lieu la bataille de Cotonou à laquelle participe le régiment des amazones du roi Béhanzin (règne de janvier 1890 à 1894).

Le régiment combattant dit « des Amazones » du Royaume du Dahomey était exclusivement composé de femmes fon et intégré aux armées professionnelles du royaume. Sa création remonte à la fin du XVIIe siècle. En langue fon, ce régiment est appelé "Mino" ce qui signifie "nos mères".
Selon les sources, l'armée du roi Béhanzin comptait entre 4 000 et 6 000 femmes..  

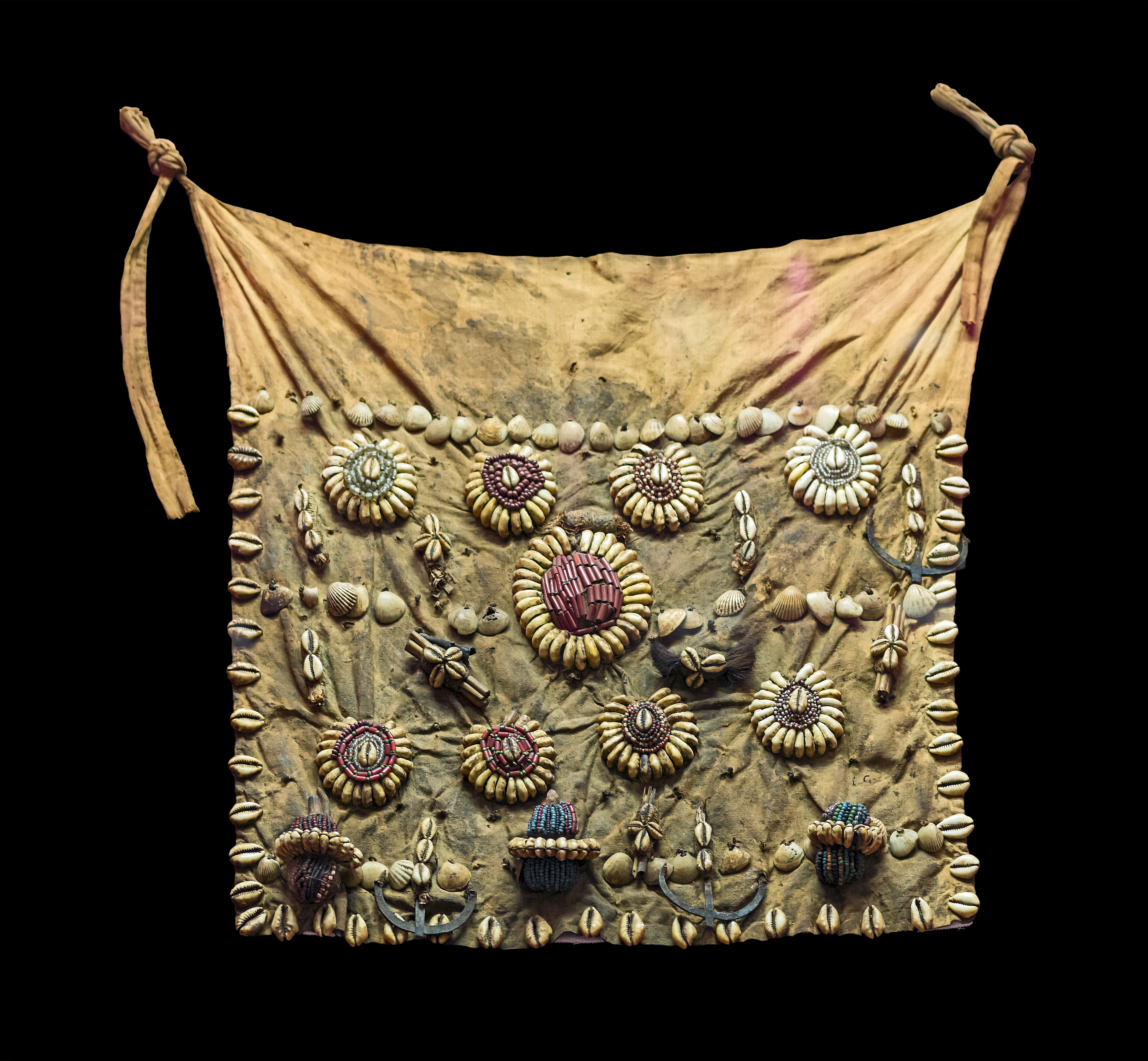
"Tablier d'Amazone" pris à la bataille de Cotonou Muséum de Toulouse
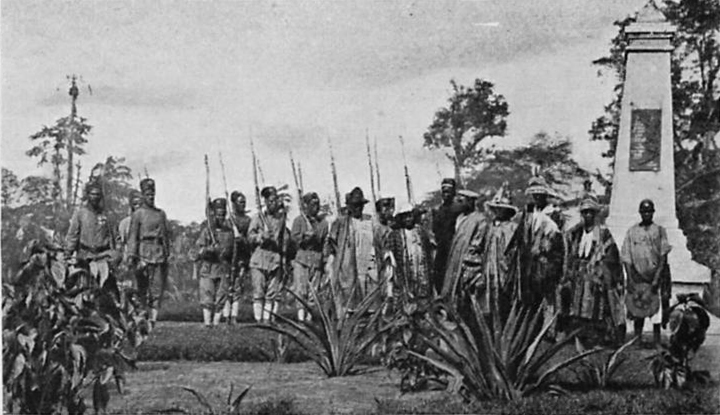
« Chefs Dahoméens faisant, sur l'ordre du gouverneur général, amende honorable au monument de l'administrateur Cait, assassiné à Sakété » (1912)

## Population
Au Bénin. les Fons constituent nettement le groupe le plus nombreux, avec 39,2 % de la population selon le recensement de 2002.
Il existe une importante diaspora, en Europe, mais également en Amérique, du fait du commerce triangulaire.

## Langues
La langue véhiculaire est le fon-gbe, une langue gbe dont le nombre total de locuteurs a été estimé à 4,1 million (avec les différents dialectes associés), mais les Fons parlent également le français, langue officielle du Bénin.

## Culture
Issus de la tradition orale, les proverbes, les légendes et les contes figurent parmi les formes d'expression les plus populaires de la culture et des valeurs traditionnelles des Fons. Plusieurs grands noms de la littérature béninoise francophone sont d'origine fon.
En matière d'art, une grande partie des œuvres, telles que les tissus, les autels ou les statues, sont liées à la cour et à la figure du souverain, c'est-à-dire Guézo qui régna de 1818 à 1858, la période pendant laquelle le royaume du Dahomey connut son apogée, principalement enrichi par le commerce des esclaves, capturés et vendus aux Blancs sur la côte – connue sous le nom de « Côte des Esclaves ». Le père de Toussaint Louverture, homme politique et général haïtien était fon, revendu à Haïti.
À titre d'exemple, le buffle en argent ci-dessous, exposé au Metropolitan Museum of Art de New York, est une pièce assez rare. Certes le buffle, comme l'éléphant, faisaient partie des attributs du roi Guézo, mais cette œuvre réalisée par les artisans de la cour à l'apogée du royaume est particulièrement originale. D'une dimension de 30,5 x 60 cm, elle est constituée d'une structure en bois recouverte de feuilles d'argent martelées. De tels objets précieux étaient censés protéger le souverain et le soutenir dans ses entreprises guerrières, fréquentes pendant cette période. Ils contribuaient également à son prestige lorsqu'on les promenait à travers la capitale lors de festivités annuelles appelées huetantu.

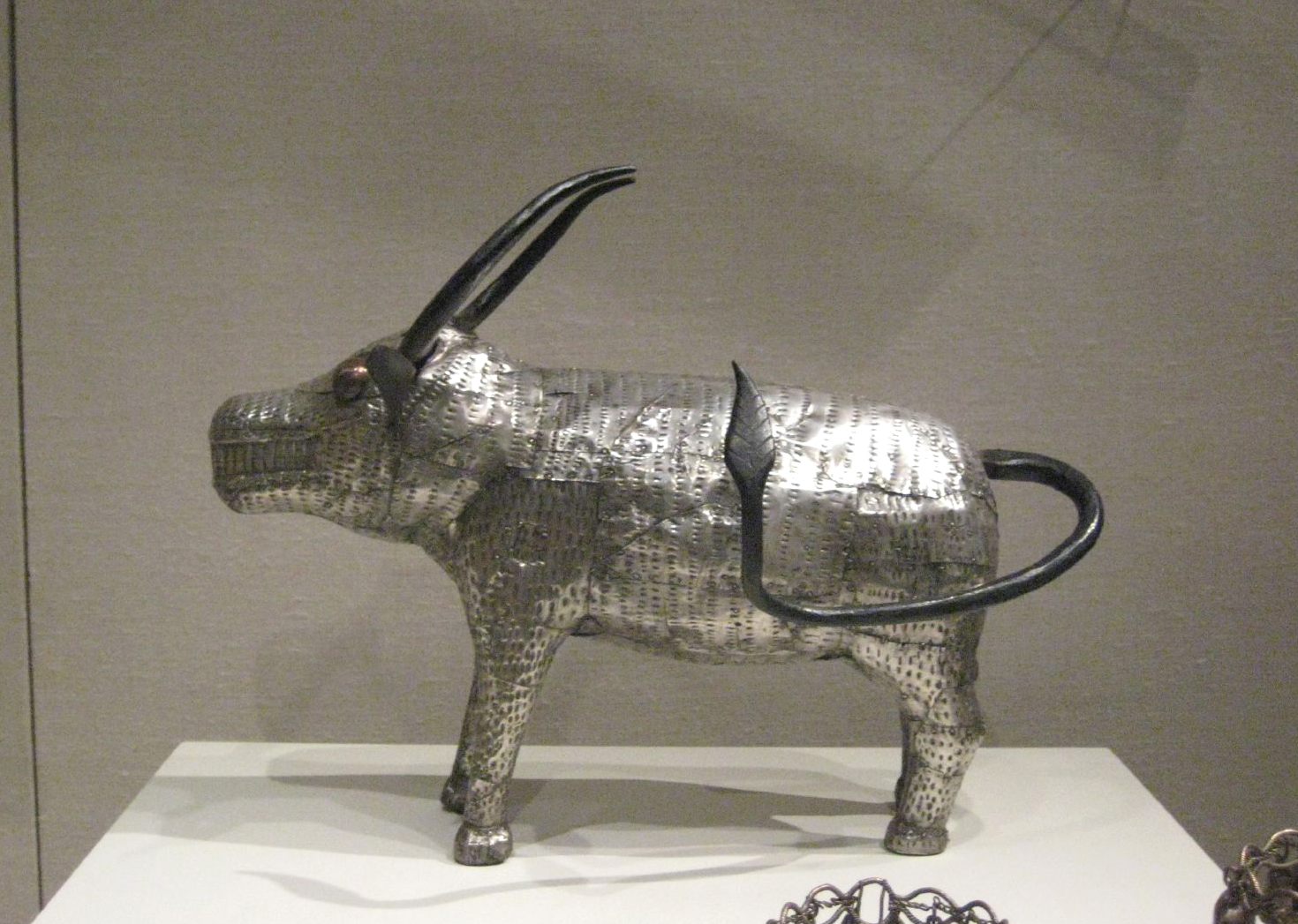
Buffle en argent, bois et fer du XIXe siècle
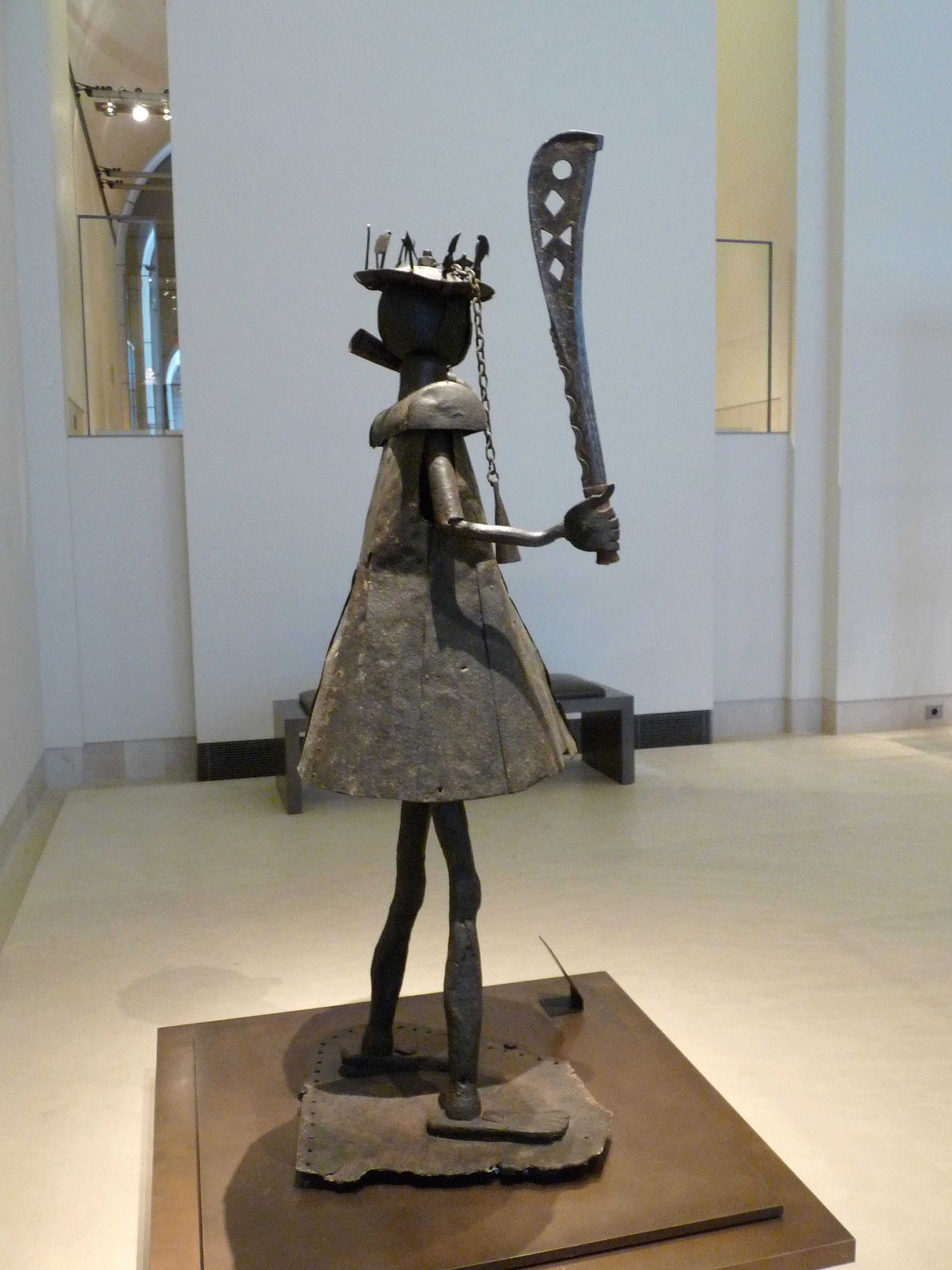
Sculpture dédiée à Gou, divinité du fer et de la guerre
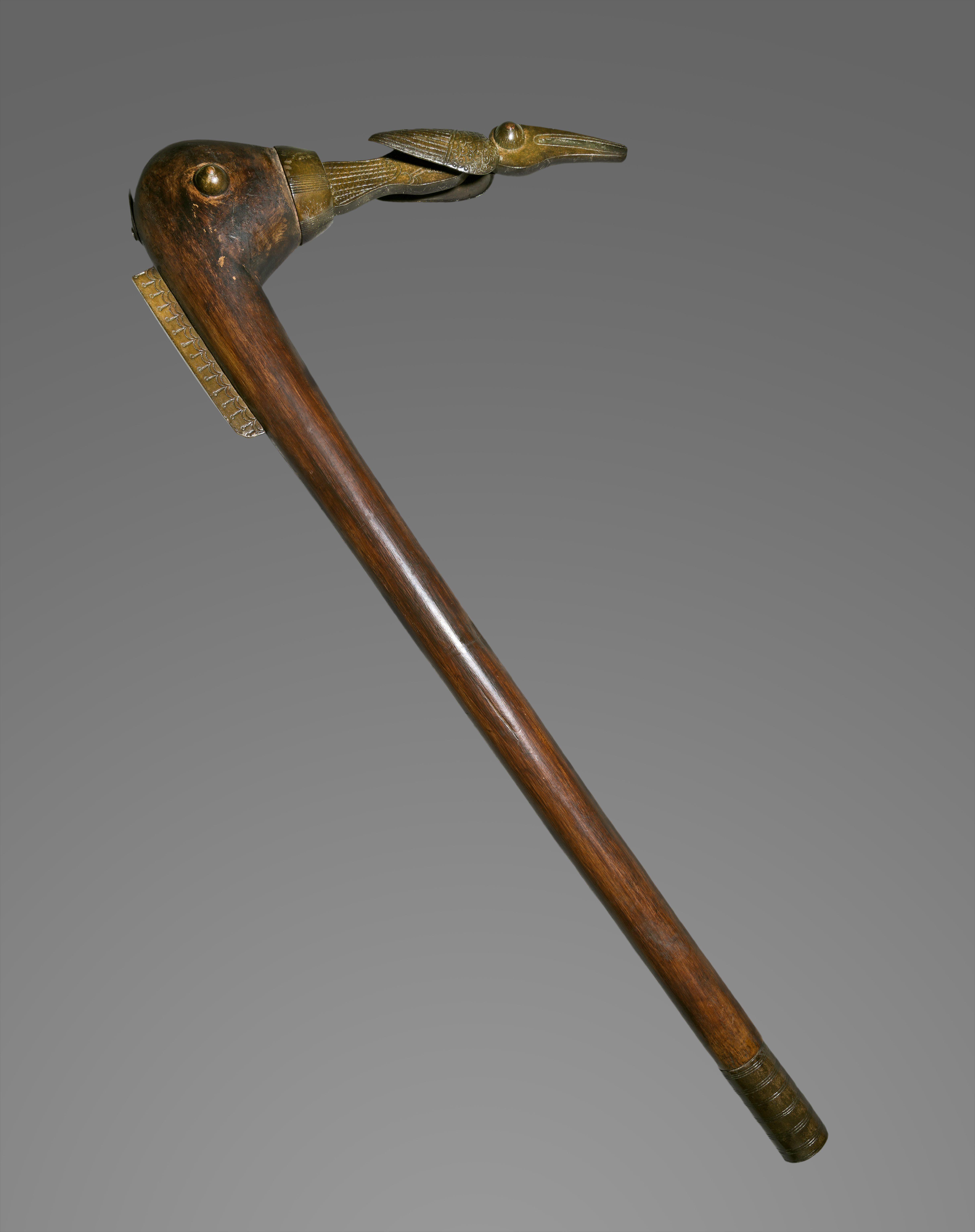
Récade Muséum de Toulouse
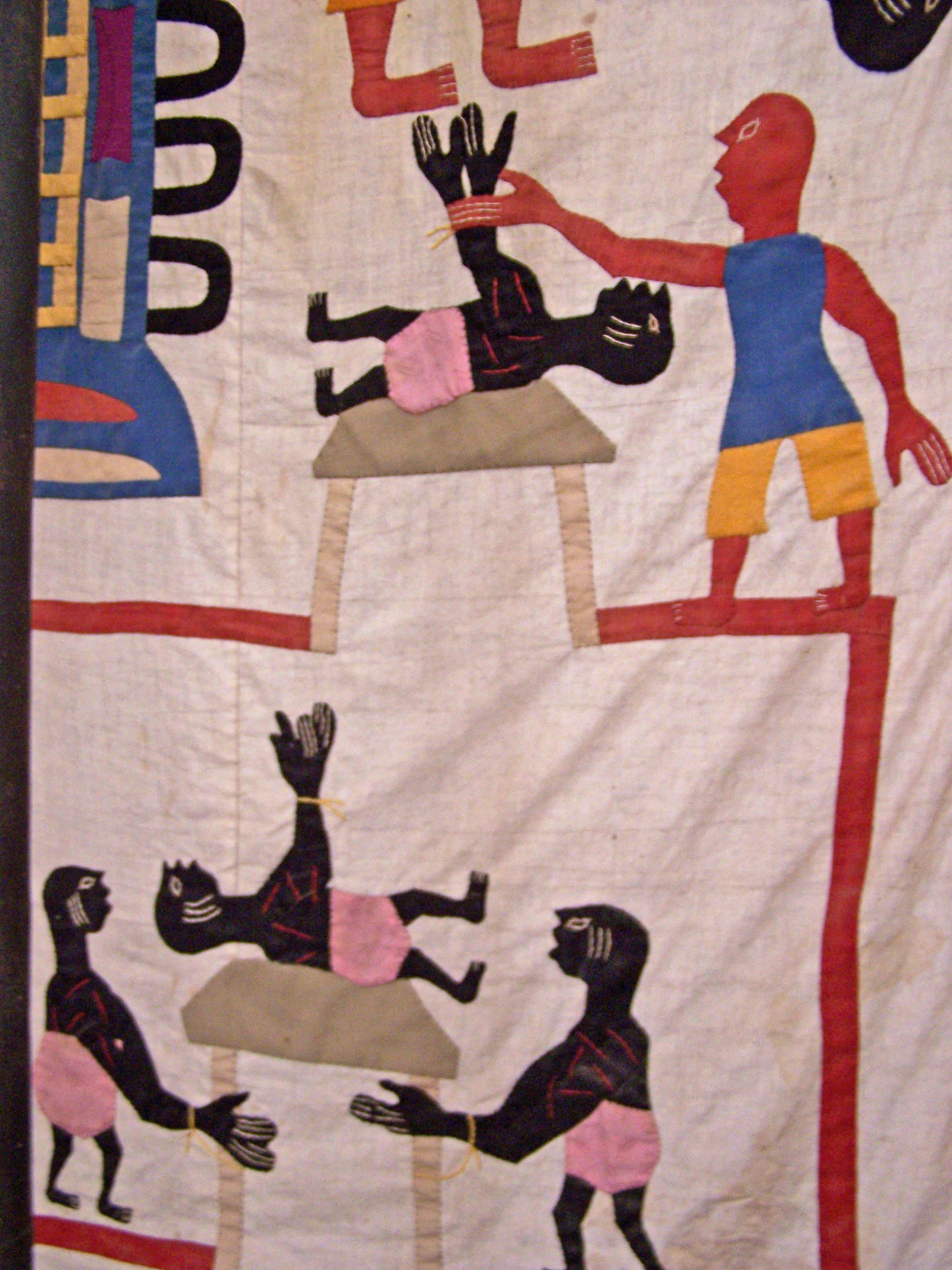
Détail d'une tenture à motifs appliqués

## Religion

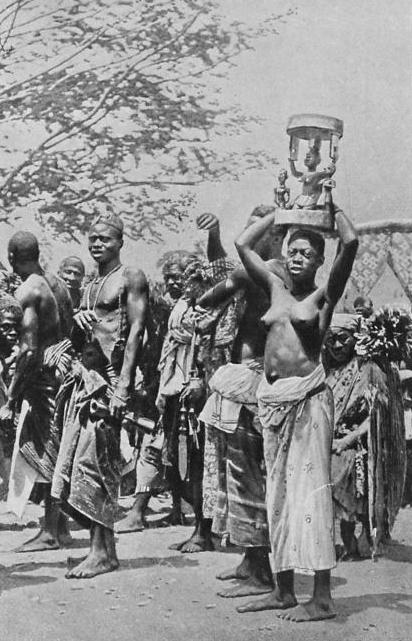
« Féticheurs et féticheuses à Abomey » (1912)

Chez les Fons, les croyances traditionnelles restent vivaces, notamment sous la forme du vodou – vodu signifiant « mystère » en langue fon-gbe –, un culte animiste polythéiste mêlé d'éléments du rite catholique que les esclaves fons ou ewes introduisirent aussi en Haïti. Musiques et danses sont étroitement associées à ces pratiques.
Dans la religion vodou des Fon, le monde a été créé par un Être suprême féminin, Nana Buluku. Nana Buluku engendre la déesse Mawu et son époux le dieu Lisa. Mawu et Lisa sont parfois considérés comme deux divinités distinctes et parfois comme une divinité androgyne. Mawu est la déesse de la terre et de la lune tandis que Lisa est le dieu du ciel et du soleil. Par la suite, Nana Buluku ne joue plus de rôle actif : ce sont ses descendants divins qui façonnent le monde. Mawu et Lisa créent le monde, les plantes, les animaux et les humains. Ils donnent également naissance à de nombreuses divinités, nés de leurs excréments. Le fils aîné de Mawu, Da Zodji, dieu de la chasse, prend la tête des divinités liées à la terre. Son deuxième fils, Sogbo, gouverne les divinités liées au tonnerre. Agbe, troisième fils de Mawu, est le chef des divinités liées à la mer. Parmi les divinités fils et filles de Mawu et Lisa figurent aussi Dan, le dieu serpent qui soutient le monde, et Gu, patron des artisans et des guerriers, qui aide les humains.
Pour donner au monde sa forme actuelle, la déesse Mawu travailla avec l'aide du serpent cosmique, souvent appelé Aido Hwedo. Aido Hwedo prend Mawu dans sa bouche pour la transporter et, ensemble, ils donnent au monde la forme d'une immense calebasse qui contenait la mer, sur laquelle flottait la terre. Le serpent cosmique donne leur forme aux paysages par ses mouvements de reptation qui façonnent collines et vallées. Pendant les pauses où Mawu et Aido Hwedo se reposent, le serpent cosmique émet des excréments qui s'accumulent pour former les montagnes. Au fil du temps, ces excréments se changent en roches qui recèlent les métaux précieux dont le corps du serpent est fait et deviennent les minerais.
Mawu crée alors l'humanité en la façonnant dans de l'argile. Mais le poids des montagnes et des humains menace de faire chavirer la terre dans la mer. De son côté, le serpent cosmique est incommodé par le soleil. Le serpent cosmique plonge alors dans la mer et va s'enrouler autour de la terre pour la soutenir, position qu'il garde pour l'éternité. Ses légers changements de position de temps à autre provoquent les séismes. Dans certaines versions du mythe, Aido Hwedo parcourt également le ciel et est à l'origine des arcs-en-ciel. Un mythe eschatologique fon estime qu'un jour le serpent cosmique se mordra la queue et fera basculer la terre dans la mer.

## Vie économique et sociale
Les Fons sont traditionnellement agriculteurs, cultivant maïs, mil, manioc et bananes plantain.
Aujourd'hui, ils jouent un rôle de premier plan dans la vie économique et politique du Bénin où ils occupent les postes les plus importants dans la fonction publique et les professions libérales. Parmi ces personnalités figure notamment Justin Ahomadegbé, ancien Premier ministre et chef d'État.